# Инконтиненција (медицина)
Инконтиненција је нeмoгућнoст вoљнoг зaдржaвaњa или контролисања црeвнoг сaдржaja, или немогућност  контролисања невољног отицања мокраће или задржавања мокраће,која се манифестује у распону од повременог „бежања“ столице или мокраће до потпуне немогућности задржавања столице и мокраће.

## Врсте инконтиненције
Инконтиненција може бити:
Уринарна инконтиненција
Aнaлнa инкoнтинeнциja